# 내셔널 갤러리 싱가포르
내셔널 갤러리 싱가포르(영어: National Gallery Singapore)는 싱가포르에 있는 미술관이다. 특히 동남아시아의 싱가포르 와 동양의 지역 예술에 대한 세계 최대의 공공 컬렉션을 관리하며, 9,000개 이상의 품목을 소장하고 있다.